# Į
Das Į (kleingeschrieben į) ist ein Buchstabe des lateinischen Schriftsystems. Er besteht aus einem I mit Ogonek. 
Der Buchstabe ist Teil des litauischen Alphabets, wo er ähnlich wie andere Zeichen mit Ogonek ein langes I (IPA: iː) darstellt. Ferner stellt der Buchstabe im Navajo und Apache ein nasaliertes I dar.

## Darstellung auf dem Computer
Unicode enthält das Į an den Codepunkten U+012E (Großbuchstabe) und U+012F (Kleinbuchstabe).